# The Gunfighter (2014)
The Gunfighter ist ein im Jahr 2014 erschienener humoristischer Kurzfilm des US-amerikanischen Filmemachers Erick Kissack.
Der Film handelt von einer Gruppe Menschen im Wilden Westen, deren Schicksal durch den unsichtbaren Erzähler des Films bestimmt wird, den sie hören können.

## Handlung
Als ein Revolverheld einen Saloon betritt werden seine Handlungen und Gedanken von einer unsichtbaren Stimme aus dem Off wiedergegeben, was zur Verwirrung aller im Saloon Anwesenden führt. Der Erzähler beginnt, einzelne Charaktere in dem Saloon vorzustellen, wobei er teils für den Charakter demütigende Informationen preisgibt. Die Anwesenden testen die Aussagen des Erzählers auf ihren Wahrheitsgehalt, indem sie Sally, anweisen, an eine Zahl zu denken, die der Erzähler korrekt angibt. Als der Erzähler enthüllt, dass fast jeder in der Bar mit dem Beziehungspartner (oder Tier) eines anderen Barbesuchers untreu geworden ist, ergibt sich ein Mexican Standoff. Der Revolverheld erkennt den Sadismus der Stimme, die versucht, die Gäste dazu zu bringen, sich gegenseitig umzubringen. Der Revolverheld hält eine Rede, in der er dazu auffordert, die auf Zwietracht motivierten Stimme zu missachten und appelliert an alle, die Situation als Anlass zu nehmen, zu einem besseren Menschen zu werden, Gegensätze untereinander zu überwinden und die Utopie einer friedlichen, harmonischen Welt Wirklichkeit werden zu lassen. Die Stimme lobt die Rede, nur um darauffolgend zu enthüllen, dass der Revolverheld am Tag zuvor einen Mord an einem Angehörigen eines Anwesenden begangen hat. Darauf bricht eine Schießerei im Saloon aus, bei der alle Anwesenden bis auf Sally umkommen. Ihre Freude über ihr Überleben hält nur kurz, als der Erzähler bekannt gibt, dass Sally am nächsten Tag von einem tollwütigen Wolf zerfleischt wird.

## Produktion
Die zweitägigen Dreharbeiten fanden auf der Melody Ranch in Santa Clarita statt. Der Film ist teilweise von der Serie Deadwood inspiriert.
Für die Filmproduktion stand ein Budget von 25.000 US-Dollar zur Verfügung. Der größte Teil des Budgets wurde für Kostüm und Requisiten aufgewendet. Der Film wurde in einer ersten Fassung nicht mit der Off-Stimme von Nick Offerman besetzt, sondern mit einer Platzhalterstimme. Nach Dreharbeiten kontaktierte Regisseur Eric Kissack den Comedy-Autor und Filmemacher David Wain, der wiederum Kontakt zu Offerman aufnahm. Offerman gefiel die Präsentation des Films und willigte ein, dem Film seine Stimme zu geben.

## Rezeption und Auszeichnungen
The Gunfighter erhielt überwiegend positive Kritiken. Der Film gewann den Publikumspreis für den besten Kurzfilm beim Los Angeles Film Festival im Jahr 2014 und war im selben Jahr Bestandteil der „Best of Fest Selection“ beim Palm Springs International Festival of Short Films.